# Faysal Shaban Alsharaa
Faysal Shaban Alsharaa, né le 2 novembre 1986, est un coureur cycliste libyen.

## Palmarès
- 2008
  - 6e étape du Tour du Sénégal
  - 2e du Tour du Sénégal
- 2009
  -  Médaillé de bronze du championnat d'Afrique du contre-la-montre par équipes
- 2010
  - 6ea étape du Tour des aéroports

## Classements mondiaux
| Année           | 2007 | 2008 | 2009 | 2010 |
| --------------- | ---- | ---- | ---- | ---- |
| UCI Asia Tour   |      |      | 174e |      |
| UCI Africa Tour | 98e  |      | 19e  | 157e |